# University of Iringa
Die University of Iringa (UoI) ist eine staatlich anerkannte Privatuniversität in Iringa in der tansanischen Region Iringa. Die Universität befindet sich im Besitz der Evangelisch-Lutherischen Kirche in Tansania. Im Studienjahr 2016/17 standen für 3700 Studenten 109 Dozenten zur Verfügung.

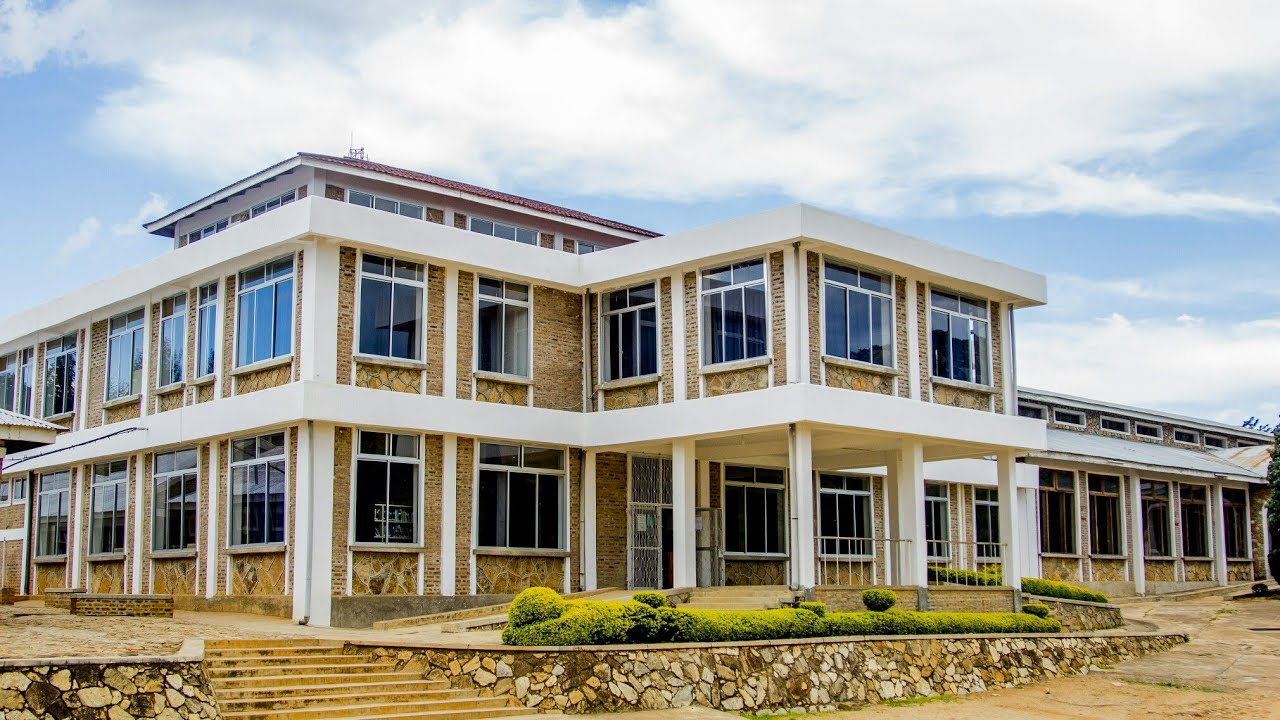
Bibliothek der Universität Iringa

## Lage
Iringa ist die Hauptstadt der Region Iringa, etwa 250 Kilometer südlich von Dodoma. Sie liegt in einer Gebirgslandschaft auf über 1500 Meter Seehöhe am Fluss Ruaha nahe dem Ruaha-Nationalpark. Die Universität liegt am nördlichen Stadtrand von Iringa, einen Kilometer von der Nationalstraße nach Dodoma entfernt. Es gibt regelmäßige Busverbindungen ins Stadtzentrum mit Daladala. Iringa ist über Nationalstraßen mit Daressalam, Mbeya und Dodoma verbunden. Der Flughafen Nduli, acht Kilometer nördlich von Iringa, bietet tägliche Flüge nach Daressalam, Mbeya, Arusha, Mwanza und Dodoma.

## Geschichte
Im Jahr 1995 wurde das Iringa University College als Fakultät der Tumaini University gegründet. Zur eigenständigen Universität erhoben wurde sie am 25. Oktober 2013.

## Studienangebot
Aktuell hat die Universität sechs Fakultäten:
- Jus: Diese älteste Fakultät der Universität beinhaltet Kurzstudien sowie Abschlüsse zum Bachelor und Master.[8]
- Theologie: Es werden zwei-, drei- und vierjährige Ausbildungszweige angeboten.[9]
- Psychologie: Die 2013 gegründete Fakultät bietet  Kurszstudien, Bachelor- und Master-Ausbildung in Psychologie.[10]
- Pädagogik: Die Fakultät wurde 2008 eingerichtet und bietet Lehrgänge zum Bachelor und Master sowie postgraduale Ausbildung an.[11]
- Geistes- und Sozialwissenschaften: Diese Fakultät beinhaltet ein breites Spektrum an Studien wie Marketing, Tourismus, Konfliktlösungsmanagement und Werbung.[12]
- Wirtschaftswissenschaften: Die Kerngebiete der Fakultät sind Erziehungswissenschaft und Informationstechnologie.[13]

## Zusatzangebote
- Wohnen: Es ist leicht, in Singida eine Wohnung zu finden. Die Universität bietet auch Wohngelegenheiten auf dem Campus an.[14]
- Mensa: Es gibt gastronomische Einrichtungen innerhalb und außerhalb des Campus.[5]
- Medizinische Versorgung: Auf dem Campus befindet sich eine kleine Klinik. Apotheken und Krankenhäuser liegen in der Stadt Singida.[5]

## Rangliste
Von EduRank wird die Universität als 22. in Tanzania, als Nummer 669 in Afrika und 12.016 weltweit geführt (Stand 2021).